# Gare de Savigny-Lévescault
Pour les articles homonymes, voir Gare de Savigny.
La gare de Savigny-Lévescault est une ancienne gare ferroviaire française de la ligne de Saint-Benoît au Blanc, située sur le territoire de la commune de Savigny-Lévescault, dans le département de la Vienne en région Nouvelle-Aquitaine. 
Une halte est mise en service en 1883 par l'État, puis la ligne entre dans le réseau de la Compagnie du chemin de fer de Paris à Orléans (PO) qui la transforme en station. Elle est officiellement fermée en 1940 par la Société nationale des chemins de fer français (SNCF). 

## Situation ferroviaire
Établie à 118 mètres d'altitude, la gare de Savigny-Lévescault est située au point kilométrique (PK) 352,96 de la ligne de Saint-Benoît au Blanc, entre les gares de Mignaloux - Nouaillé (ouverte) et de Saint-Julien-l'Ars (fermée).

## Histoire
Le tracé de la ligne de Poitiers au Blanc déclarée d'utilité publique par une loi du 7 avril 1879 traverse la commune. Les jugements d'expropriation sont rendus en 1881. 
La halte de Savigny-Lévescault est mise en service le 18 juin 1883 par l'État, lorsqu'il ouvre à l'exploitation la section de Mignaloux-Nouaillé à Chauvigny. Le coût des installations de la halte était estimé à 11 500 francs en 1881.
En août de cette même année, le conseil général émet un vœu pour la transformation en station de la « halte de Savigny-Lévescault ». La Compagnie du chemin de fer de Paris à Orléans (PO) donne en partie satisfaction à ce vœu en proposant d'ériger la halte en station, avec ouverture au service des bagages et messageries. Le service du contrôle adopte cette proposition le 23 mai 1884 et le Ministre des travaux publics indique son approbation dans une dépêche du 8 juillet 1884.
En 1892, la recette de la station est de 1 741 francs et en 1915 de 3 496 francs
Elle est officiellement fermée au service des voyageurs le 27 mai 1940. Néanmoins pendant la Seconde Guerre mondiale un train mixte quotidien circule jusqu'à Jardres puis Chauvigny.

## Patrimoine ferroviaire
L'ancien bâtiment voyageurs de la station est devenu un domicile privé. C'est un édifice composé d'une maison de garde barrière agrandi avec une aile construite en parallèle à la voie.